# Джелалабад (аэропорт)
Джелалабад (ИАТА: JAA, ИКАО: OAJL) — аэропорт, расположен в 5 км юго-восточнее города Джелалабад, в Афганистане. Длина взлетно-посадочной полосы 2218 метров (7276 футов), направление полосы 13/31, высота над уровнем моря 553метров (1814 футов), покрытие — асфальт. Площадь аэродрома составляет 153,2 га.
В годы афганской войны (1979-1989 гг.) здесь дислоцировался советский вертолетный полк. С 2001 по 2021 в аэропорту находилась Передовая Оперативная База Фенти (Forward Operating Base Fenty) НАТО.